# Conrad Susa
Conrad Susa (* 26. April 1935 in Springdale/Pennsylvania; † 21. November 2013 in San Francisco) war ein US-amerikanischer Komponist.

## Leben
Susa war in seiner Kindheit Sänger im Chor seiner Kirchengemeinde und spielte dort später auch Orgel. Er studierte bis 1957 Musik am Carnegie Institute of Technology. Als Stipendiat erwarb er beim Connecticut College Modern Dance Festival ein Diplom für die Komposition von Musik für Tanzaufführungen und das Spielen bei Tanzkursen für Festivals. Darauf setzte er sein Studium bis 1961 an der Juilliard School bei William Bergsma und Vincent Persichetti fort. Während des Studiums erhielt er mehrere Preise und Stipendien, darunter ein George-Gershwin-Gedächtnis-Stipendium, zweimal den E.-J.-Benjamin-Preis und ein Stipendium der Ford-Stiftung.
Von 1959 bis 1994 war Susa Composer in Residence am Old Globe Theatre in San Diego. 1961 war er einer von zehn Komponisten, die von der Ford Foundation für die Teilnahme an einem Festival zu Ehren Igor Strawinskys ausgewählt wurden. Neben seiner Tätigkeit beim Old Globe Theatre war er von 1961 bis 1968 musikalischer Leiter der APA-Phoenix Repertory Theatre Company in New York und darauf bis 1971 der American Shakespeare Festival Theatre and Academy. Am Lincoln Center arbeitete Susa von 1967 bis 1972 für das Artists in School Program. Von 1974 bis 1979 war er Direktor des West Coast Services for Young Audiences. Von 1988 bis zu seinem Tod war er Professor für Komposition am San Francisco Conservatory of Music.
Neben mehr als einhundert Schauspiel- und Filmmusiken und Chorwerken komponierte Susa fünf Opern. Seine erste und zugleich meistgespielte Oper Transformations nach Gedichten von Anne Sexton wurde 1973 von der Minnesota Opera in Auftrag gegeben, für die er auch 1975 Black River: A Wisconsin Idyll nach einem Libretto von Richard Street komponierte. Für die San Francisco Opera komponierte er 1984 die Oper The Love of Don Perlimplin, für die Street Federico García Lorcas Theaterstück Amor de Don Perlimplín adaptierte. In Zusammenarbeit mit dem Librettisten Phillip Littell entstanden 1994 die Opern The Dangerous Liaisons, die an der San Francisco Opera mit Thomas Hampson, Frederica von Stade und Renée Fleming uraufgeführt wurde, und The Wise Women.